# شهرستان هریس (تگزاس)
شهرستان هریس، تگزاس (به انگلیسی: Harris County, Texas) یک سکونتگاه مسکونی در ایالات متحده آمریکا است که در تگزاس واقع شده‌است. در سرشماری سال ۲۰۱۰، این شهرستان با ۴٬۰۹۲٬۴۵۹ نفر جمعیت، پرجمعیت‌ترین شهرستان در تگزاس بود. مرکز این شهرستان هیوستون، بزرگترین شهر در تگزاس و چهارمین شهر بزرگ در آمریکا است. این شهرستان در منطقه کلانشهری  هیوستون-وودلندز-شوگر لند واقع شده است.

## خصوصیات
شهرستان هریس ۴٬۶۰۲٫۴۳ کیلومترمربع مساحت دارد.

## نگارخانه

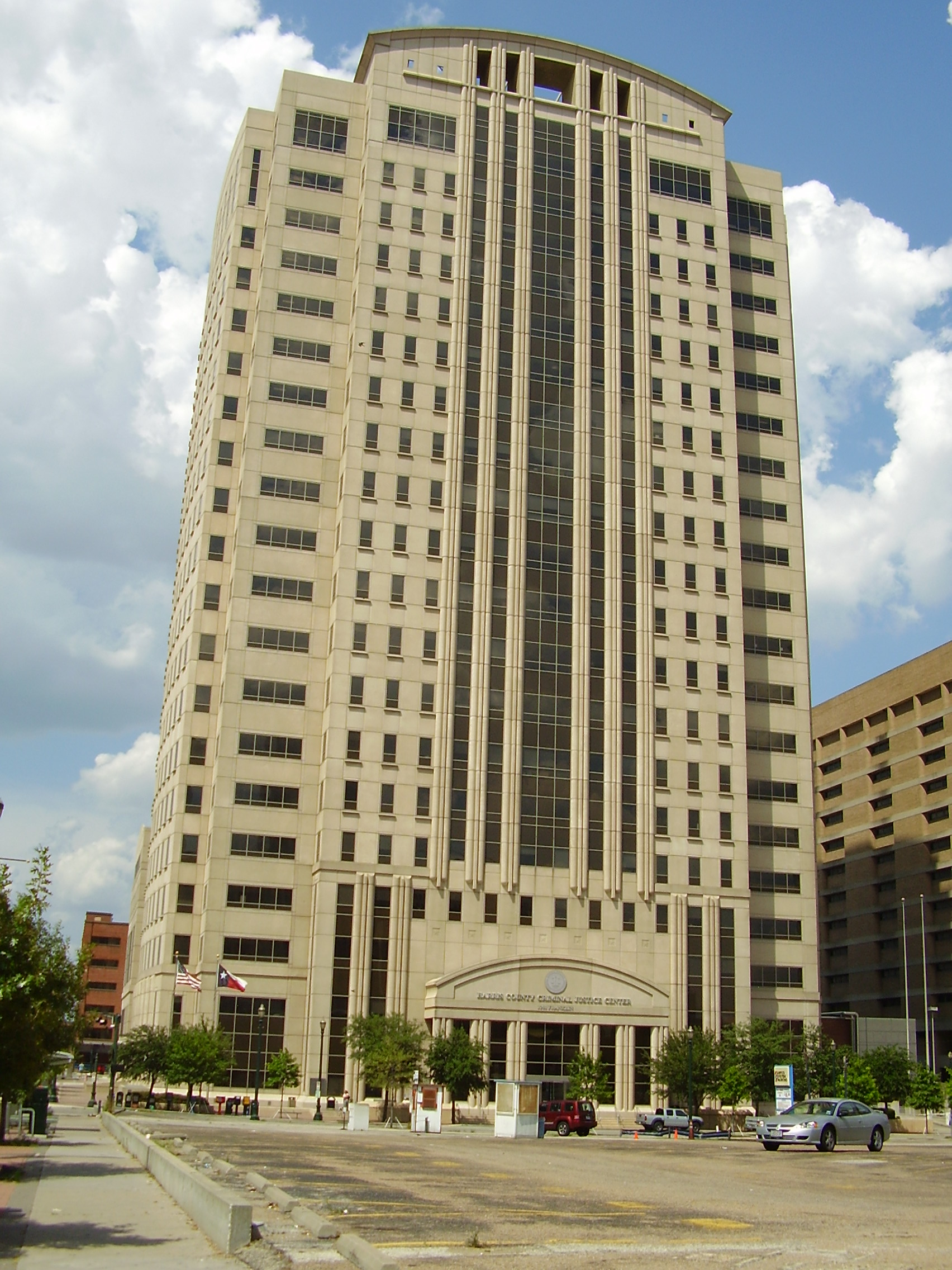
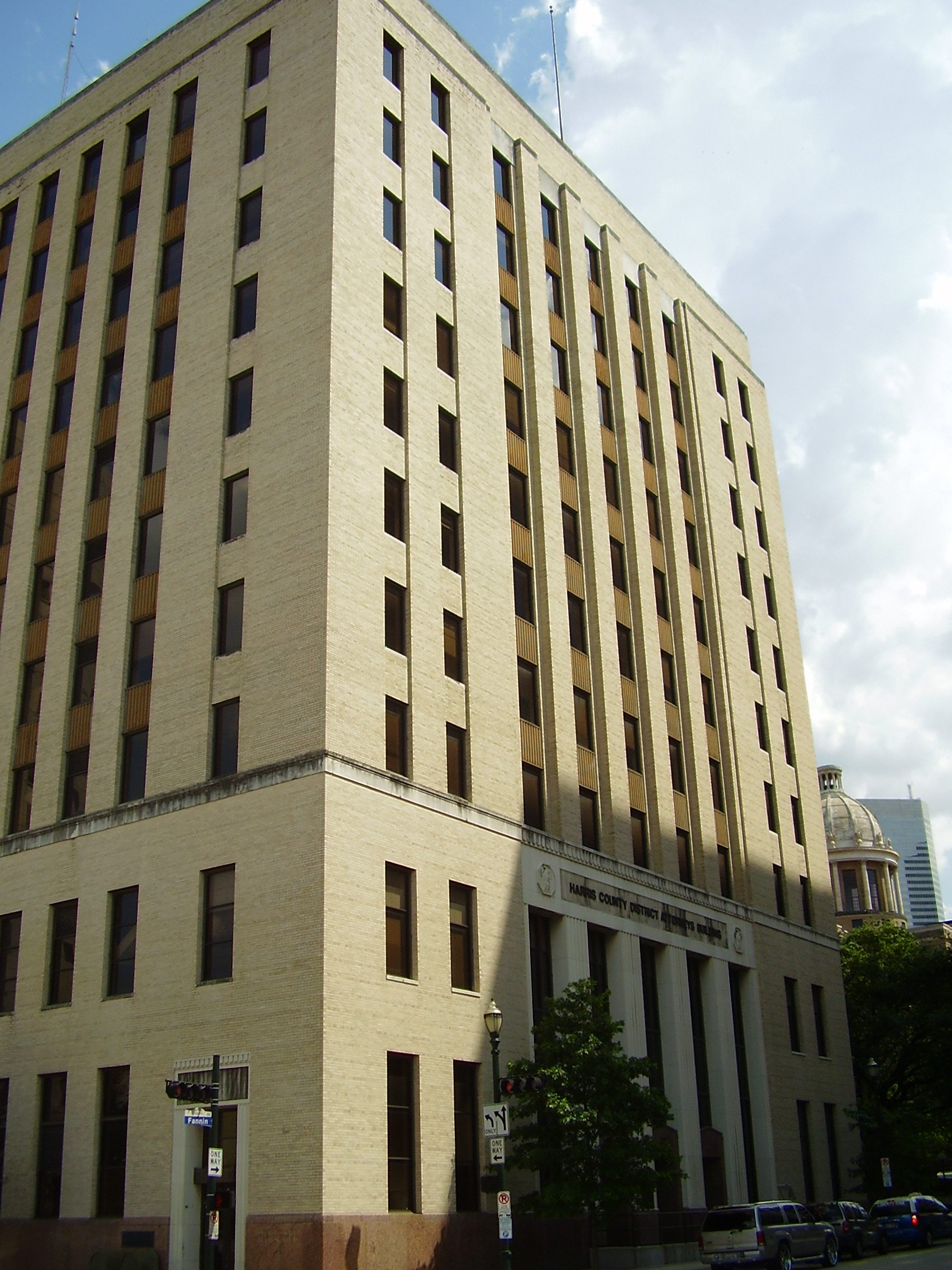
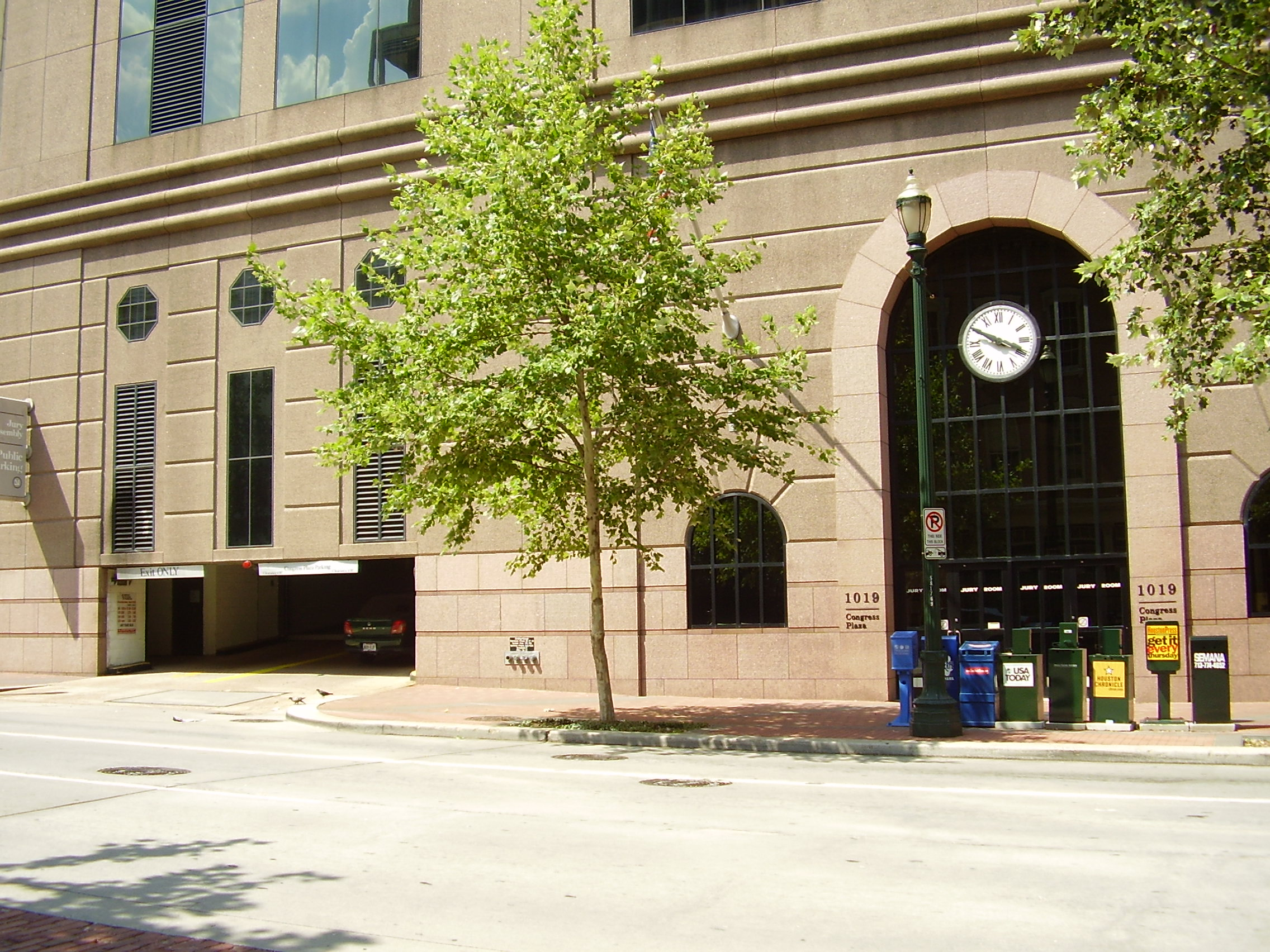
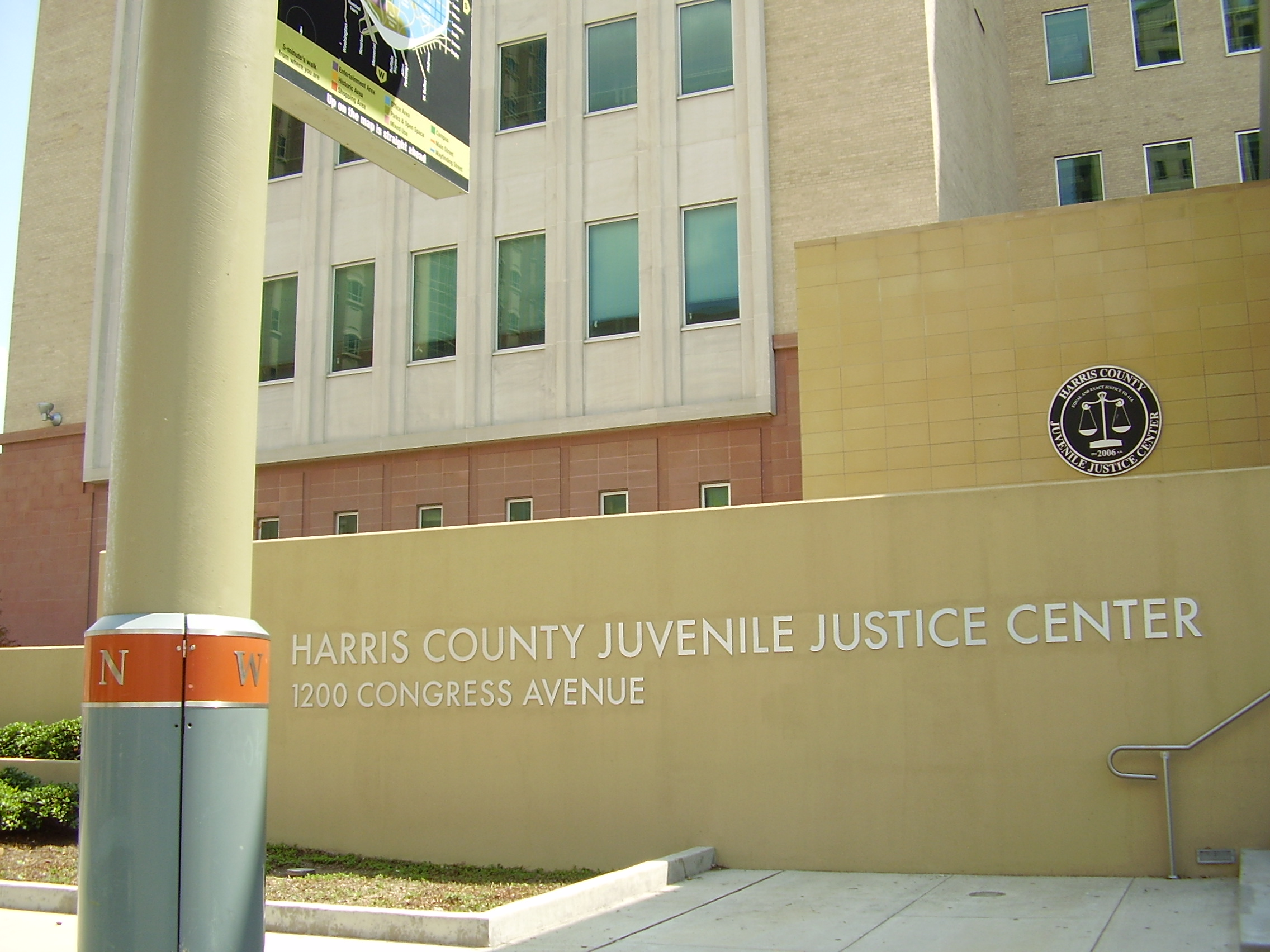
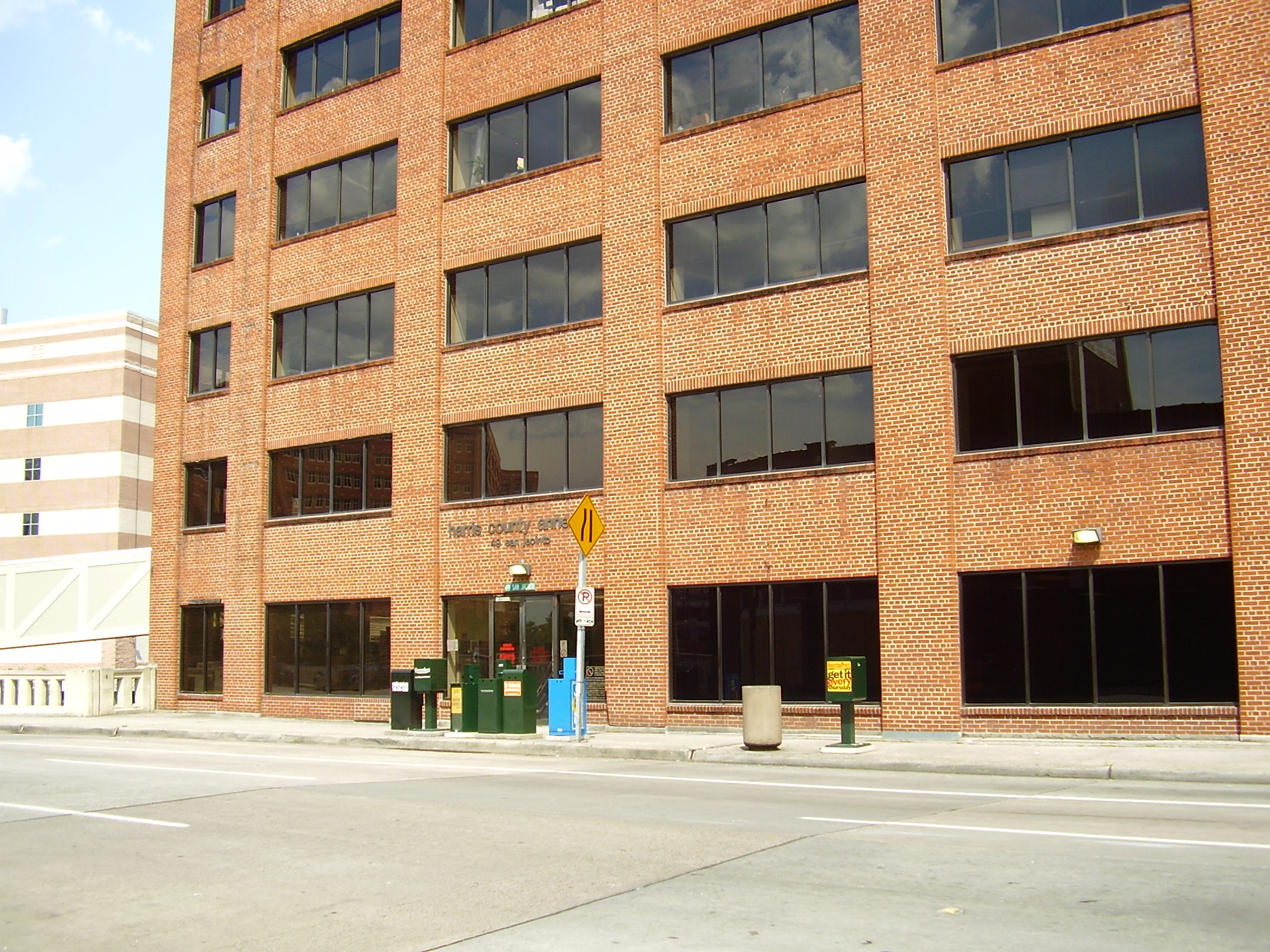
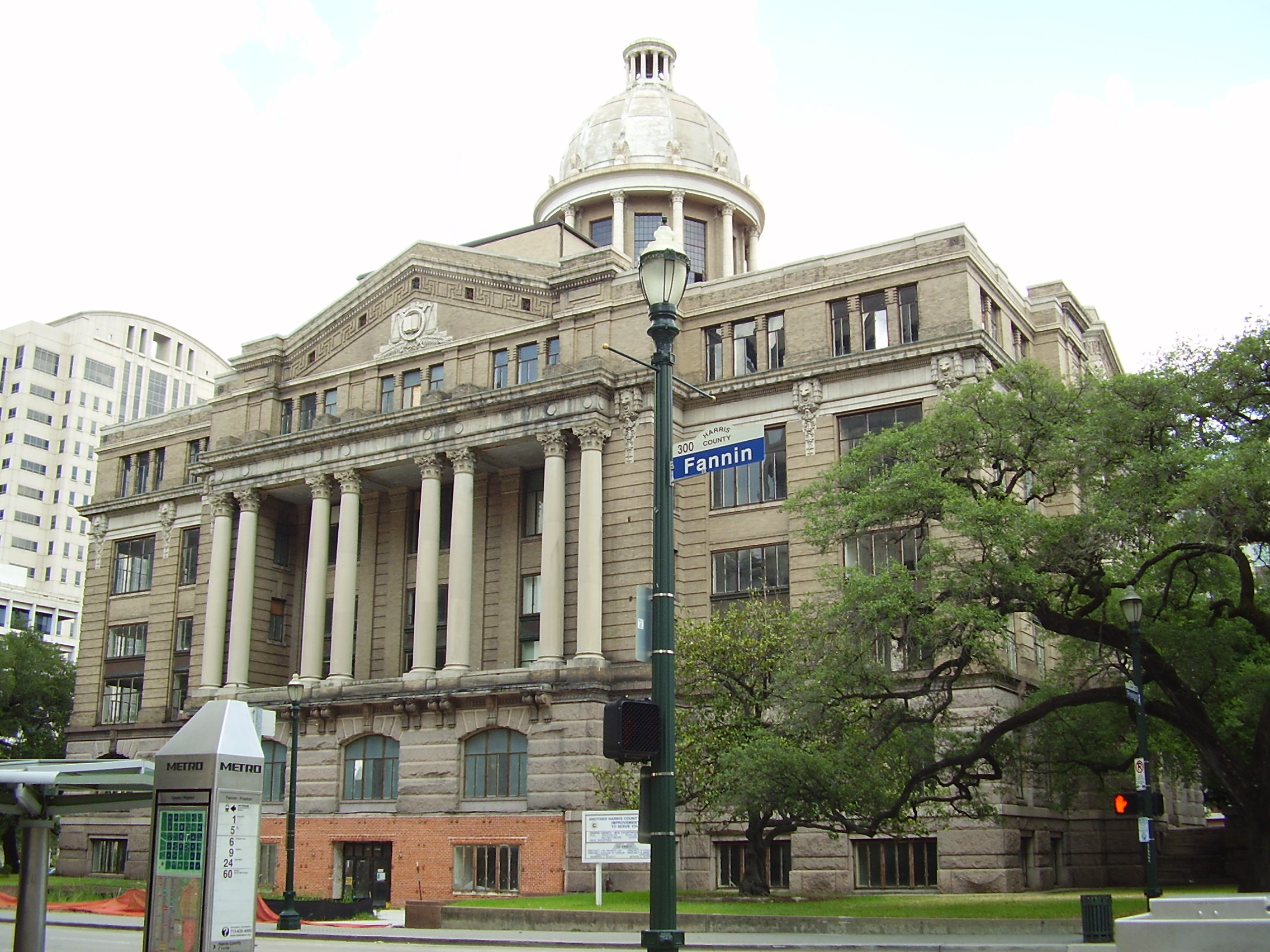
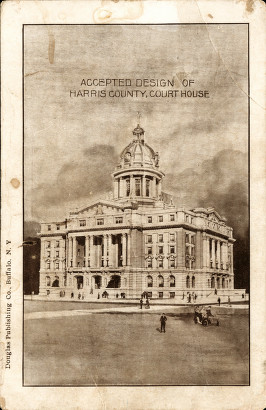
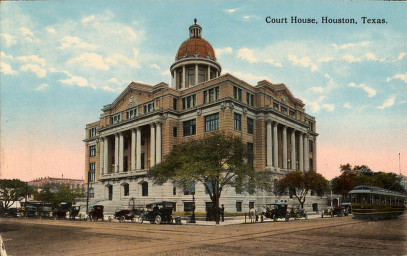